# Arsenopiryt
Arsenopiryt – minerał z gromady siarkosoli; jego głównym składnikiem siarczek żelazowo-arsenowy. Minerał pospolity i szeroko rozpowszechniony. 
Nazwa pochodzi od składu chemicznego (E.F. Glocker, 1847).

## Właściwości
Tworzy kryształy długosłupkowe lub krótkosłupkowe, igiełkowe, listewkowe kryształy mają na ścianach charakterystyczne prążkowanie. Wykształca zbliźniaczenia – bliźniaki krzyżowe lub rozetowe. Występuje w skupieniach zbitych, ziarnistych, skorupowych, włóknistych, promienistych, rozetowych, wpryśnięciach. Jest kruchy, nieprzezroczysty. Zawiera domieszki: kobaltu – arsenopiryt kobaltowy (glaukodot), złota – niklu, bizmutu. 

Uderzenie w minerał młotkiem powoduje powstawanie iskier, przy czym wydziela się charakterystyczny czosnkowy zapach arszeniku. Podczas podgrzewania na ściankach próbówki osadza się czerwonawożółty siarczek arsenu. Pod wpływem wzrostu temperatury minerał przybiera szaroczarną barwę żelaza. Rozpuszcza się w kwasie azotowym. 
Istnieje wiele odmian tego minerału zawierających inne metale np. danait, w którym część atomów żelaza zastąpiły atomy kobaltu. 

## Występowanie
Produkt procesów hydrotermalnych wysokich i średnich temperatur. Występuje w utworach hydrotermalnych (w żyłach i gniazdach kruszcowych i kwarcowych. Arsenopiryt pojawia się w pegmatytach, skałach metamorficznych np. gnejsach. Często tworzy impregnacje w serpentynitach i amfibolitach. Współwystępuje z lelingitem, pirytem, chalkopirytem, pirotynem, kasyterytem, wolframitem, złotem rodzimym, kwarcem, kalcytem, löllingitem, sfalerytem, galeną.  
Główne złoża: USA – New Hampshire, Wielka Brytania, Niemcy – (Saksonia, G.Harz, w okolicach Miśni), Szwecja – (Boliden – największe na świecie złoże), Rosja, Czechy, Peru, Portugalia.  
W Polsce występuje w Złotym Stoku (arsenopiryt złotonośny) na Dolnym Śląsku, eksploatowany od średniowiecza do lat 50. XX w. Także w Kowarach i Przecznicy – kobaltonośny (glaukodot), Czarnowie, Rędzinach, Miedziance, Ciechanowicach (Rudawy Janowickie), Radzimowicach (Kaczawy), Radomierzu, Starej Kamienicy (Izery), Gębczycach k. Strzelina.

## Zastosowanie
- Najważniejsza ruda arsenu – 46% As,
- surowiec do otrzymywania złota i kobaltu,
- używany jest do produkcji środków ochrony roślin,
- preparatów medycznych,
- utwardzaniu stopu drukarskiego,
- interesuje kolekcjonerów.